# Nicolas Guy Brenet

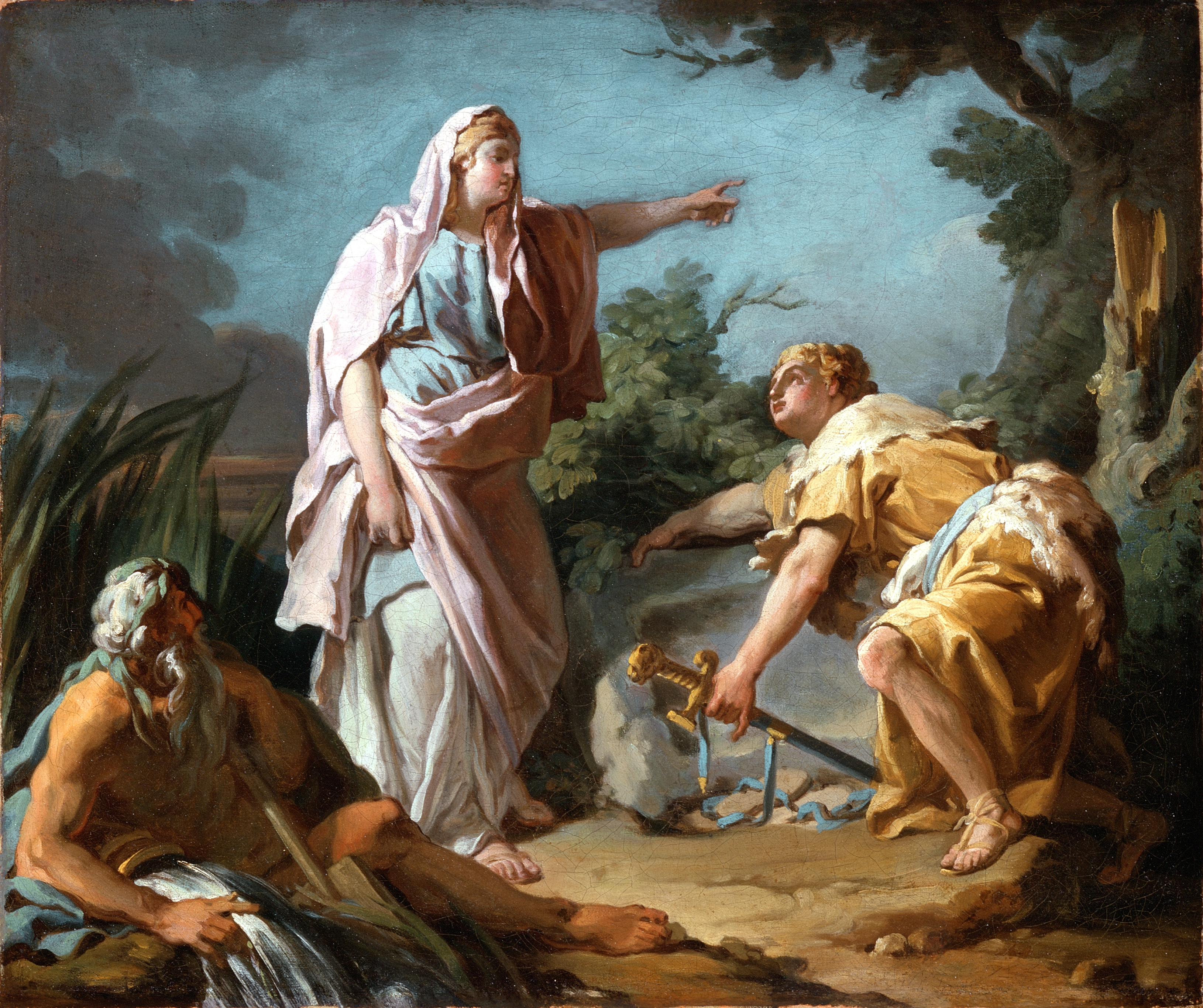
Etra mostra a suo figlio Teseo il luogo in cui suo padre ha nascosto le armi, 1768, museo d'arte della contea di Los Angeles.

Nicolas Guy Brenet (Parigi, 1º luglio 1728 – Parigi, 21 febbraio 1792) è stato un pittore francese.

## Biografia

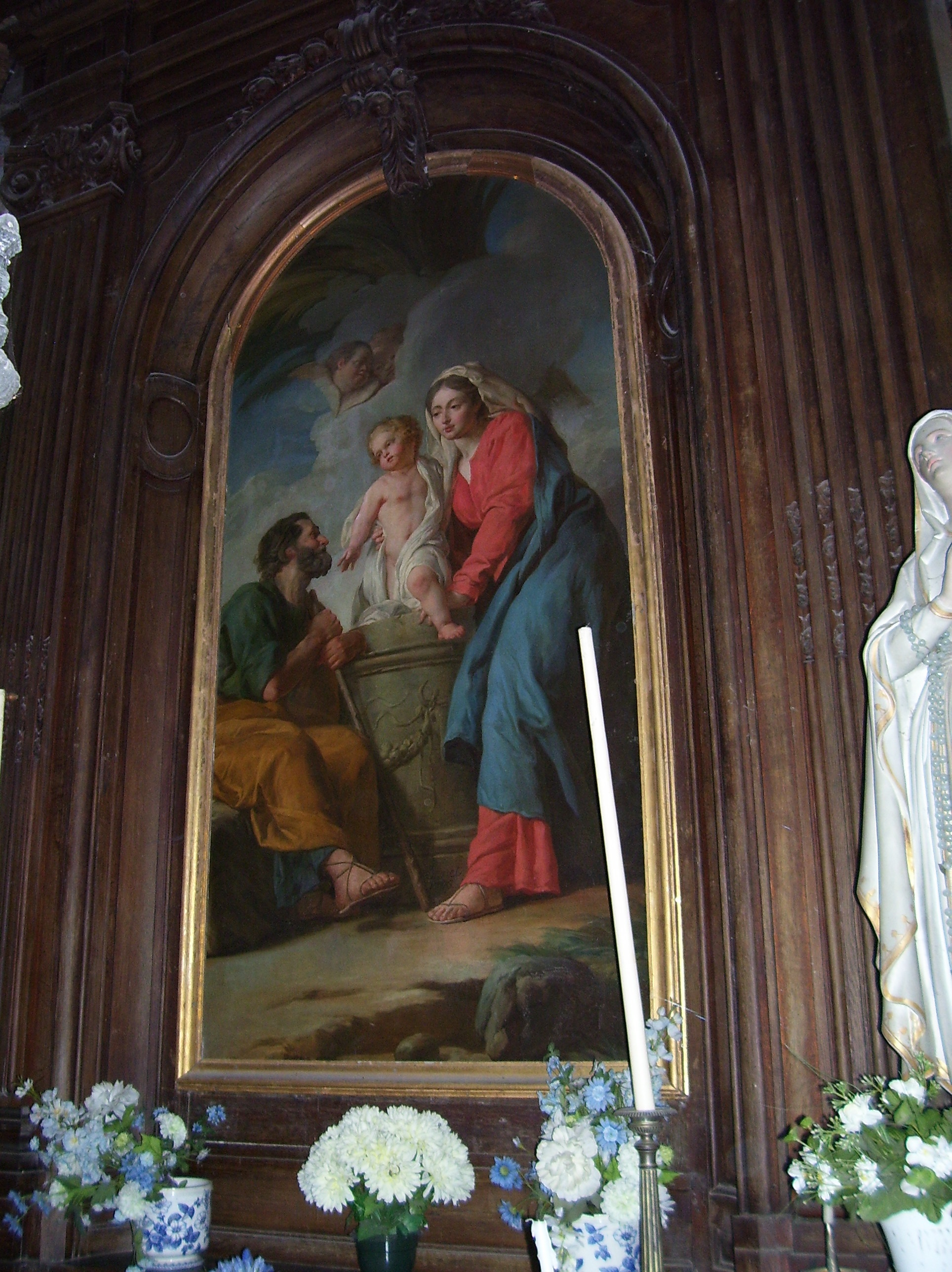
La Sacra famiglia, Bazoques, chiesa di san Martino.

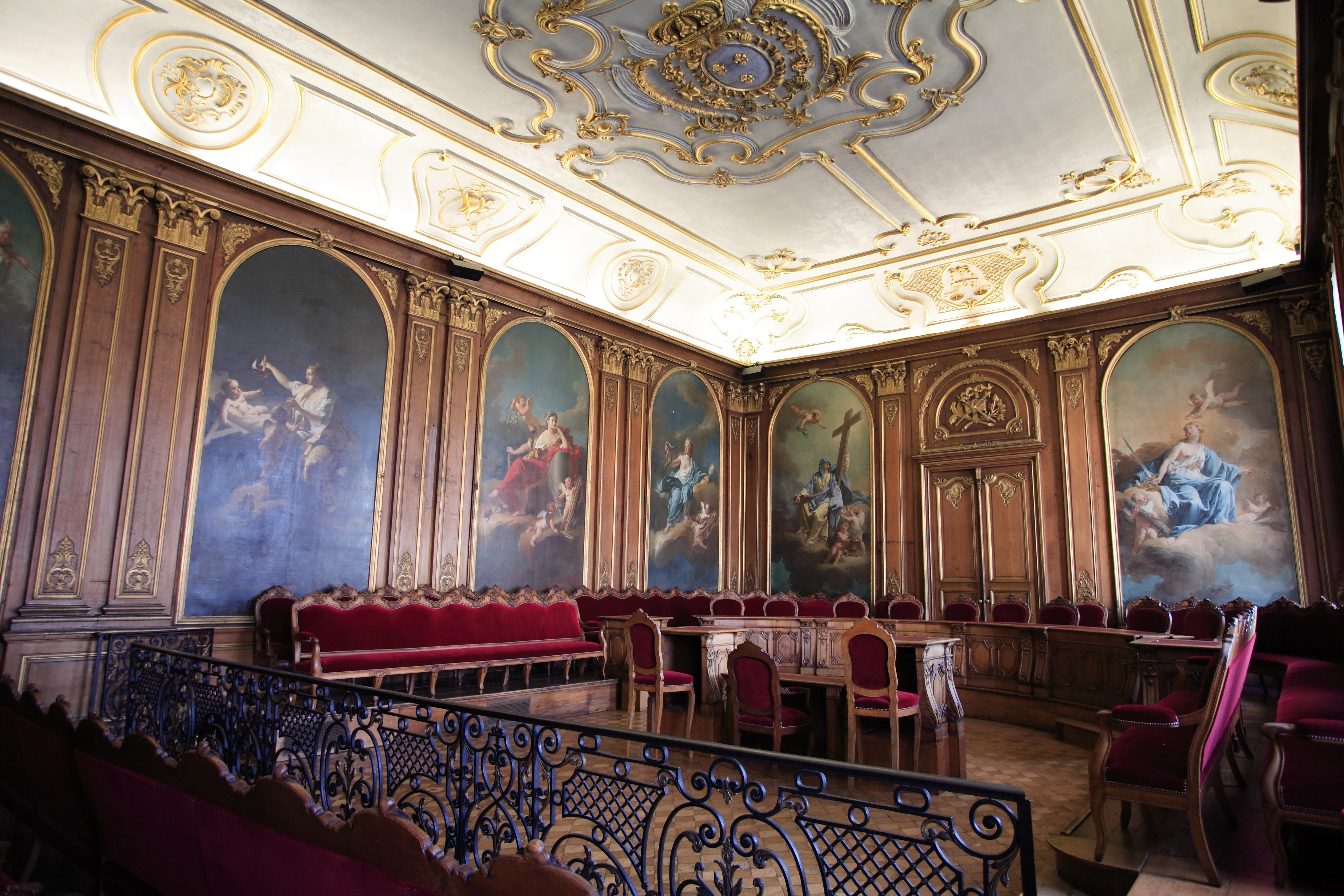
Allegorie della Giustizia nella Gran Camera del Parlamento delle Fiandre a Douai.

Nicolas Guy Brenet fu inizialmente allievo di François Boucher, ma fu anche influenzato da Nicolas Poussin, Eustache Le Sueur, Guido Reni e Charles Errard. È riconosciuto come un precursore di Jacques-Louis David e come un antesignano del futuro stile troubadour nei suoi soggetti di storia medievale, commissionati negli anni 1770-1775 dalla Sovrintendenza degli Edifici del Re.
In queste prime opere, dipinte al suo ritorno dall'Italia nel 1761, Nicolas-Guy Brenet illustra episodi della storia di Ovidio, le Metamorfosi. La qualità pittorica di queste opere rivela una facilità decorativa che era caratteristica di uno stile che avrebbe sviluppato nel corso della sua carriera.
Tra i suoi allievi ci furono François Gérard, Jean-Claude Naigeon e Nicolas-Antoine Taunay.

## Opere
- Sonno di Endimione, 1756, Worcester, Art Museum.
- Certosini in preghiera durante una tempesta, 1760, Lione, Chiesa di San Bruno della Certosa.
- Clizia trasformata in girasole per amore di Apollo, olio su tela, 1761, Collezioni dei musei di Béziers.
- Latona trasforma i contadini della Licia in rane, olio su tela, 176(?), Collezioni dei musei di Béziers.
- Etra mostra a suo figlio Teseo il luogo in cui suo padre ha nascosto le armi, 1768, Los Angeles, Museo d'arte della contea.
- Allegorie della Giustizia nella Gran Camera del Parlamento delle Fiandre, Douai, 1768-1769.
- Gaio Furio Cresimo accusato di sortilegio, olio su tela, 1777, Tolosa, Musée des Augustins[1].
- La morte di Du Guesclin, olio su tela, 1777, Parigi, Museo del Louvre.
- Studio di testa di guerriero con elmo, 1779, Rouen, Museo delle belle arti[2].
- Santa Maddalena, olio su tela, 1780, Salins-les-Bains, Museo Max-Claudet[3].
- Virginio pronto a pugnalare la figlia Virginia, 1783, Vizille, Museo della Rivoluzione francese.
- Il giovane figlio di Scipione restituito a suo padre da Antioco, 1787, olio su tela, 324 × 259 cm, Nantes, Museo delle belle arti[4].